# Тихонов Дмитро Олександрович
Дмитро Олександрович Тихонов (рос. Дмитрий Александрович Тихонов; 22 березня 1989, м. Магнітогорськ, СРСР) — казахський хокеїст, захисник. Виступає за «Сокіл» (Красноярськ) у Вищій хокейній лізі.
Вихованець хокейної школи «Металург» (Магнітогорськ). Виступав за: «Іртиш» (Павлодар), «Сариарка» (Караганда), «Арлан» (Кокшетау).
У складі молодіжної збірної Казахстану учасник чемпіонатів світу 2008 і 2009. У складі юінорської збірної Казахстану учасник чемпіонату світу 2007 (дивізіон I).